# Kenneth Stewart Cole
Kenneth Stewart Cole (Ithaca (New York), 10 luglio 1900 – La Jolla, 18 aprile 1984) è stato un biofisico statunitense, considerato "un pioniere nell'applicazione della scienza fisica alla biologia".
Noto per i suoi studi sulle proprietà elettriche delle membrane cellulari, in particolare nel 1938 dimostrò, insieme a H.J. Curtis, un grande incremento della conduttanza della membrana, durante il passaggio di un impulso nervoso, senza variazione della capacità. Insieme a George Marmont introdusse la tecnica di voltage clamp.